# Plachynda
Plachynda  (ucraniano: Плачинда) es un pueblo del Raión de Bolhrad en el Óblast de Odesa de Ucrania. Según el censo de 2001, tiene una población de 70 habitantes.